# Xenozoic Tales
Xenozoic Tales (traducida como La Era Zenozoica) es un comic book alternativo de Mark Schultz ambientada en un futuro postapocalíptico. Se publicó originalmente por medio de Kitchen Sink Press, comenzando en 1986 con la historia "Xenozoic!" que se incluyó en la antología Death Rattle #8 de cómics de terror. A esto le siguió en poco tiempo Xenozoic Tales #1 en febrero de 1987. Kitchen Sink publicó 14 números entre 1987 y 1996 y desde entonces ha sido reimpreso por varias editoriales, incluidas Marvel Comics, Dark Horse Comics y Flesk Publications.
La serie fue bien recibida y a principios de la década 1990 ganó cuatro Premios Harvey y tres Premios Eisner. A pesar de esto, los números comenzaron a publicarse en periodos más separados y finalmente cesaron justo a mitad de un arco argumental en el número 14.
Xenozoic Tales también tuvo un éxito moderado bajo el título Cadillacs and Dinosaurs y generó una serie animada estrenada por CBS, un videojuego beat 'em up desarrollado por Capcom para arcades, un videojuego de disparos desarrollado por Rocket Science Games para MS-DOS y Sega CD, figuras de acción, barras de chocolate y un juego de rol con el sistema Twilight: 2000. Las reimpresiones de estos cómics hechas por Kitchen Sink y Marvel, y la continuación de Topps Comics, también utilizaron el nombre Cadillacs and Dinosaurs. El título Cadillacs and Dinosaurs y las semejanzas con automóviles Cadillac clásicos se utilizaron con el consentimiento de General Motors, que tiene posesión legal sobre el título "Cadillacs and Dinosaurs" como marca registrada y ha obtenido la licencia para los cómics, sus videojuegos y la serie animada.
La novela corta ilustrada Storms at Sea de Schultz, publicada en 2015 con Flesk Publications, incluye detalles que parecen proporcionar una historia trasfondo de las circunstancias que llevaron a la creación del mundo que se muestra en Xenozoic Tales.

## Trayectoria editorial

### Xenozoic Tales (Kitchen Sink Press): 1987–1996
La publicación original de Xenozoic Tales se publicó de forma irregular desde 1987 hasta 1996, a menudo con varios años entre cada uno de sus números. El número final, el número 14, termina en medio de un arco argumental. Si bien no hay un marco de tiempo, Flesk Publications reveló en 2012 que tenían planes tentativos con Mark Schultz para crear 80 páginas adicionales de historia para completar el arco argumental actual. La mención más reciente de esto se encuentra en las últimas páginas de la colección de Xenozoic Tales de Flesk, donde se indica: "Las aventuras de Hannah Dundee y Jack Tenrec continuarán. ¡Busque más misterio, caos e intriga en futuras historias Xenozoicas!"
Obtuvo un moderado éxito, llegando a publicarse en otros países:
- España: "Zona 84" (1989-1990), Ediciones Zinco (1995).

Entre 1999 y 2001, Planeta-DeAgostini editó quince comic books en blanco y negro con todas las historietas de Schultz.
En noviembre de 2012, la mayoría de la serie, salvo las historias dibujadas por Steve Stiles, fue reimpresa en único volumen por Xenozoic (Flesk Publications, ISBN 978-1-933865-31-7).

### Cadillacs and Dinosaurs (Marvel Comics): 1990-1991
En 1990, bajo el estandarte de Epic Comics, Marvel Comics comenzó a reimprimir Xenozoic Tales a todo color bajo el título Cadillacs and Dinosaurs. Estas ediciones tenían portadas completamente nuevas, pero sólo se reimprimieron los primeros seis números y la serie dejó de publicarse en abril de 1991. Hasta el momento, estas versiones coloreadas nunca se han publicado en forma recopilada.

### Cadillacs and Dinosaurs (Topps Comics): 1994
En 1994, Topps Comics comenzó a publicar su propia continuación de Xenozoic Tales, también bajo el título Cadillacs and Dinosaurs. Esta serie sólo duró un año, en el que lanzaron nueve números. Las historias fueron diseñadas para complementar la serie original, y tienen lugar en el punto medio de la historia "Lords of the Earth" en Xenozoic Tales #10, justo después de que Wilhelmina Scharnhorst fuera elegida como Gobernadora, pero antes de que Jack Tenrec sea conducido al exilio. En la historia original, ese momento dura sólo unos minutos, pero Topps Comics buscó el permiso de Mark Schultz para convertirlo en un "momento que se prolonga". Si bien Mark Schultz no escribió ni dibujó ninguno de los cómics publicados por Topps, si se le consultó sobre algunos de los arcos narrativos de la historia para asegurarse de que se mantuvieran lo más fieles posible a su visión.
La serie presentó tres arcos argumentales principales a lo largo de nueve números antes de "quedar en hiato" justo antes del lanzamiento del número 13 de Xenozoic Tales. Se estaba preparando una cuarta historia titulada "Hammer of the God", dibujada por David Roach, pero nunca fue publicada.

## Historia
En la historia, la Tierra ha sido devastada por la contaminación y desastres naturales de todo tipo durante la década 1990. Para escapar de esto, la humanidad construyó vastas ciudades subterráneas en las que habitaron durante aproximadamente 500 años. Al emerger, los humanos descubrieron que el mundo había sido reclamado por formas de vida previamente extintas (lo más espectacular, los dinosaurios y los mamíferos prehistóricos). En la nueva era 'xenozoica', la tecnología es extremadamente limitada y aquellos con habilidades mecánicas inspiran un gran respeto e influencia.
Los dos personajes principales de la serie son el mecánico Jack Tenrec y la científica/interés amoroso Hannah Dundee. Tenrec dirige un taller en el que restaura coches, especialmente Cadillacs. Dado que el mundo post-apocalíptico ya no posee la capacidad de refinar petróleo, Tenrec modifica sus autos para que funcionen con guano de dinosaurio. Estos coches, por supuesto, son frecuentemente perseguidos por dinosaurios arrasadores en historias repletas de acción y aventuras de estilo pulp.
Otros personajes incluyen a varios criminales, políticos, científicos e inventores que pueblan el mundo distópico del mañana. También existe una raza de reptiles humanoides llamados Grith que no pueden hablar en un idioma humano, sino que pueden llegar a comunicarse con ellos deletreando palabras con fichas de Scrabble. Estas criaturas se han hecho amigas de Tenrec y aparentemente tienen la capacidad de comunicarse telepáticamente con los dinosaurios. A la mezcla se suma Hermes, un Allosaurus medianamente domesticado que fue criado por Jack, y que básicamente actúa como el perro guardián más amenazante que uno podría pedir.

## Personajes
- Jack Tenrec: Un mecánico de la Vieja Sangre que dirige un taller. Los Vieja Sangre son un grupo de personas que reparan maquinarias que quedaron tras el Gran Cataclismo que obligó a la humanidad a vivir bajo tierra. A pesar de su comportamiento brusco y obstinado, la gente de la Ciudad en el Mar (antes Manhattan) lo consideran más líder que sus propios Gobernadores; comienza una relación sentimental intermitente con Hannah Dundee.
- Hannah Dundee: Una bella científica y embajadora de Wasoon (anteriormente Washington, D. C.). Ella vino a la Ciudad en el Mar para entablar relaciones con su gente, ya que no muchos confían en ellos. En el transcurso de los cómics, ella se convierte en el interés amoroso de Jack Tenrec a pesar de sus diferentes puntos de vista sobre las cosas.
- Hermes: Un Allosaurus que Jack crio desde pequeño después de que unos cazadores furtivos mataran a su madre; aunque puede ser feroz con los demás, es dócil con Jack y Hannah. Apareció por primera vez cuando salvó a su amado amo después de que uno de los Terhunes lo amenazara.
- Remfro Rhynchus: Un experto solitario pero obsesionado con los Zekes y sus patrones de vuelo, pronto construye un avión sin motor que depende de corrientes ascendentes térmicas para mantenerse a flote. También se hace amigo de Dundee y de un aliado cercano.
- Mustapha Cairo: Ingeniero y mecánico que es un buen amigo de Jack. Se convierte en uno de sus aliados en su lucha por la supervivencia en el mundo post-apocalíptico invadido por dinosaurios y tigres dientes de sable.
- Kirgo: Un mecánico anciano que es amigo de Jack. Parece saber por qué algunas personas detestan a Jack y lo quieren muerto.
- Ryder Corbett: Un rastreador experto que es rival de Jack Tenrec. Es inteligente y astuto. Capaz de fabricar un rifle lo suficientemente potente como para matar a un Shivat; también tiene un brazo protésico robótico con dos garras que parece una garra de Shivat.
- Los Terhunes: Una familia de cazadores furtivos enemigos de Jack Tenrec; han intentado muchas veces matarlo, pero siempre fracasan.
  - Madre Terhune: Líder del clan Terhune, es pequeña, vieja y frágil en comparación con sus tres hijos. Es inteligente, de mal genio y violenta, y también parece odiar a Tenrec y Dundee. También se la conoce por fumar muchos cigarros.
  - Hammer Terhune: Un cazador furtivo con sobrepeso que desprecia a Jack Tenrec, indicando que se conocen desde antes, pero en muy malos términos. Intenta matar a Jack y Hannah muchas veces, pero siempre falla. Tiene dos hermanos llamados Wrench y Vice.
  - Wrench Terhune: El hermano menor de Hammer, que es el hijo mediano de la familia Terhune. Anteriormente, Wrench y algunos otros cazadores furtivos habían asesinado a una patrulla Wasoon. En el primer número, conspiraron para matar a la embajadora Wasoon visitante, creyendo que los Wasoon venían siguiendo el rastro de esos asesinos.
  - Vice Terhune: El hermano menor de la familia Terhune. Al igual que sus dos hermanos mayores, es un cazador furtivo y siente una gran aversión por Jack Tenrec. Aparece en dos números, el primero cuando encuentra un estuche antiguo que cree que contiene oro, pero luego descubre que en su lugar tiene viejos dólares estadounidenses. Más tarde se dedica al robo, después de que la Ciudad del Mar impone una licencia de caza a todos los cazadores.
  - Mikla Von Ermine: La novia delirante de Vice que está obsesionada con Vice, a pesar de su comportamiento dominante y rival de Hannah.
- Wilhelmina Scharnhorst: La líder de los "Topos", un grupo de personas que registran las antiguas ruinas dentro y debajo de la Ciudad en el Mar. Desprecia los viejos mecanismos de los Vieja Sangre porque cree que no son más que molestias que obstaculizan el progreso. Ella se postula para gobernadora de la ciudad, tras la muerte del gobernador Gorgostamos.
- Grith: Los Grith son una misteriosa raza de lagartos humanoides inteligentes que no pueden comunicarse en un lenguaje humano, pero pueden llegar a comunicarse con ellos deletreando palabras con fichas de Scrabble. Se dice que serían descendientes de una especie desconocida de dinosaurio. Son aliados de Jack por alguna razón desconocida y, más tarde, también se aliaron con Hannah.
  - Hobbs: El contacto de Jack entre los Grith. Aparece cuando los Grith se llevaron a Hannah y luego les informa que un asentamiento está a punto de ser destruido por un terremoto.
  - Niño salvaje: Un adolescente humano que fue criado por los Grith y que viste usando un taparrabos y botas de piel de animal. Se alejó de su casa cuando solo tenía tres años y luego fue atacado por una manada de hienas de las cavernas, pero fue salvado por los Grith, quienes luego lo criaron como uno de los suyos. Diez años más tarde, Hannah descubrió al niño salvaje y trata de traerlo de regreso a la civilización humana.

## Animales prehistóricos
En el universo de Xenozoic Tales, los humanos sobrevivientes han desarrollado sus propios nombres comunes para criaturas prehistóricas. A continuación se muestran los nombres utilizados en los cómics y las criaturas de la vida real a las que se refieren:
- Slither: Término genérico para cualquier dinosaurio o reptil prehistórico.
- Cutter: Allosaurus. Un terópodo carnívoro de tamaño mediano, relativamente común. Hermes, el dinosaurio medio domesticado de Jack, es un ejemplar juvenil de esta especie.
- Oso de las cavernas: Mismo nombre. Oso grande y mayoritariamente pacífico, aunque peligroso si se ve amenazado.
- Harvestman / Cogspider: Opilone gigante. Vive en las profundidades del subsuelo en colonias enormes. Si se expone a la presión al nivel del mar, morirá lentamente.
- Hornbill: Parasaurolophus. Una especie pacífica y gentil de hadrosaurios que viaja en manadas.
- Caballos: Uno de los pocos animales modernos que aún existen en la era xenozoica; muchos de los humanos supervivientes los utilizan como montura.
- Crawler: Ankylosaurus. Anquilosaurios pacíficos pero peligrosos que comen plantas; cuentan con armadura corporal y cola con forma de garrote.
- Bonehead: Pachycephalosaurus. Una especie de paquicefalosaurio con un cráneo óseo en la cabeza.
- Mack: Término general para ceratopsios, generalmente utilizado para Triceratops o Styracosaurus. Animal de manada que se asusta fácilmente.
- Mamut / Big Woolly / Tusker: Mamut lanudo que son elefantes de mal genio. Hannah intentó atrapar uno y, furioso, los persiguió hasta el garaje de Jack.
- Gato dientes de sable: Smilodon. Gran felino con caninos en forma de cuchillo, caza animales como macks y mamuts.
- Sambuck: Apatosaurus. Saurópodo grande, vive en manadas y se asusta fácilmente.
- Sambuck tricolor: Diplodocus. Saurópodo grande, vive en manadas y se asusta fácilmente, como los Sambucks.
- Tree Grazer: Brachiosaurus. El herbívoro más grande del mundo, vive en pequeños rebaños.
- Sailback: Término general utilizado para sinápsidos con velas dorsales como Dimetrodon y Edaphosaurus.
- Tiburón: Cretoxyrhina. Especie de tiburón que se encuentra principalmente en las aguas que rodean la Ciudad en el Mar.
- Shivat: Tyrannosaurus rex. El carnívoro más grande del mundo habita en las regiones más altas. Forman parejas que mantienen de por vida. Un espécimen mutado poseía habilidades camaleónicas y una piel ultrarresistente. Sus genitales son muy cotizados en el mercado negro.
- Shrike: Deinonychus. Dromeosaurios que se agrupan en manadas pequeñas. También conocido como Harrier.
- Thresher: Mosasaur. Gran cazador marino, posee sonar.
- Triton: Trilobites. Uno de los primeros artrópodos, en la vida real solía medir entre 3 y 6 cm de largo, pero en el cómic se muestran como pudiendo crecer hasta tamaños de dos metros.
- Wahochuck: Stegosaurus. Un animal bastante común.
- Zeke: Pteranodon. Carroñero sensible a los depredadores submarinos. Una bandada de estos fue atraída hasta la ciudad para advertir sobre los ataques de los Thresher a los barcos pesqueros.

## Ubicaciones
El escenario donde transcurre Xenozoic Tales es a lo largo de la costa este de América del Norte a mediados del siglo XXVII, con la gran mayoría de las ciudades de Estados Unidos destruidas durante el Gran Cataclismo, aunque con algunas que permanecieron:
- La Ciudad en el Mar: Se trata de los restos de Manhattan y el escenario principal de la serie. Como su nombre lo indica, consta de varios edificios que sobrevivieron cuando Manhattan se inundó durante el Gran Cataclismo. El Empire State Building fue uno de los edificios supervivientes.
  - Garage de Jack: Un garaje enorme que es a la vez el hogar y el taller de Jack Tenrec.
- Wassoon: Tierra natal de Hannah Dundee, ubicada en el sur y los restos de Washington, D. C.. Su gente, los Wassoon, son una tribu de eruditos, pero muchos otros humanos supervivientes los tratan con desdén por razones desconocidas. Enviaron a Hannah a la Ciudad en el Mar con la esperanza de obtener acceso a su extensa biblioteca.
- Minas Calhoon: Una mina de cobre ubicada a pocos días de viaje desde la Ciudad en el Mar. Es de donde se extrae el cobre para la Ciudad en el Mar; una vez fue asediado por un Shivat devorador de hombres hasta que Jack y Hannah lo mataron.
- Estación de Fessenden: Una estación de investigación científica que se encuentra a varios días de viaje desde la Ciudad en el Mar, en lo profundo de las traicioneras selvas, y establecida por el Dr. Phileas Fessenden, un científico muy venerado por la ciudad. Jack y Hannah descubren el espantoso destino de Fessenden y todo su personal allí asentado, y el lugar es incendiado y declarado como zona prohibida. Más tarde, los Grith le informan en secreto a Jack que la estación abandonada es la "clave de todo".

## Serie animada
Artículo principal: Cadillacs y dinosaurios
En 1993, Nelvana adaptó Xenozoic Tales a un programa de televisión animado para CBS Kids. El programa duró una temporada de trece episodios. Si bien no es una adaptación directa de la serie de cómics, muchos de los episodios presentaban historias tomadas directamente de Xenozoic Tales. El programa ha logrado cosechar un culto de aficionados y actualmente está disponible para verlo en Estados Unidos a través de Prime Video.

## Premios
Mark Schultz ha ganado cinco Premios Harvey por su trabajo en Xenozoic Tales. Ganó tres veces como Mejor Artista o dibujante (1990, 1992, 1993), una vez como Mejor entintador (1997) y otra vez como Mejor número o historia individual (Xenozoic Tales #11, 1992).
Xenozoic Tales también recibió dos Premios Eisner: uno a la mejor historia corta (Xenozoic Tales #12 "Two Cities" 1992) y otro a la mejor serie en blanco y negro (1991).